# NAC Breda in het seizoen 2013/14
Het seizoen 2013-2014 van NAC Breda was het 57ste seizoen van deze Nederlandse voetbalclub in het betaald voetbal. De club speelde in de Eredivisie, waarin vorig seizoen op de dertiende plaats was geëindigd.

## Selectie
| Nr.           | Nat.               | Naam                     | Geb. dat.  | Contract | Vorige club                   |         |         |         |         |         |         |
| Keepers       | Keepers            | Keepers                  | Keepers    | Keepers  | Keepers                       | Keepers | Keepers | Keepers | Keepers | Keepers | Keepers |
| ------------- | ------------------ | ------------------------ | ---------- | -------- | ----------------------------- | ------- | ------- | ------- | ------- | ------- | ------- |
| 1             | Vlag van Nederland | Jelle ten Rouwelaar      | 24-12-1980 | 2016     | Austria Wien                  |         |         |         |         |         |         |
| 21            | Vlag van Hongarije | Gábor Babos              | 24-10-1974 | 2014     | NEC Nijmegen                  |         |         |         |         |         |         |
| Verdedigers   |                    |                          |            |          |                               |         |         |         |         |         |         |
| 2             | Vlag van België    | Sepp De Roover           | 12-11-1984 | 2014     | Sporting Lokeren              |         |         |         |         |         |         |
| 3             | Vlag van Nederland | Henrico Drost            | 21-01-1987 | 2015     | RKC Waalwijk                  |         |         |         |         |         |         |
| 5             | Vlag van Nederland | Kees Kwakman             | 10-06-1983 | 2015     | FC Groningen                  |         |         |         |         |         |         |
| 22            | Vlag van België    | Gill Swerts              | 23-09-1982 | 2015     | SønderjyskE                   |         |         |         |         |         |         |
| 27            | Vlag van Nederland | Boldizsár Bodor          | 27-04-1982 | 2014     | Beerschot AC                  |         |         |         |         |         |         |
| 28            | Vlag van Nederland | Kenny van der Weg        | 19-02-1991 | 2016     | Eigen jeugd                   |         |         |         |         |         |         |
| Middenvelders |                    |                          |            |          |                               |         |         |         |         |         |         |
| 6             | Vlag van Nederland | Tim Gilissen             | 04-10-1982 | 2014     | Go Ahead Eagles               |         |         |         |         |         |         |
| 8             | Vlag van Nederland | Jeffrey Sarpong          | 03-08-1988 | 2016     | Real Sociedad                 |         |         |         |         |         |         |
| 10            | Vlag van Suriname  | Uroš Matić               | 23-05-1990 | ????     | SL Benfica                    |         |         |         |         |         |         |
| 11            | Vlag van Nederland | Joey Suk                 | 08-07-1989 | 2017     | Beerschot AC                  |         |         |         |         |         |         |
| 12            | Vlag van Nederland | Rick Stuij van den Herik | ??-??-???? | 2014     |                               |         |         |         |         |         |         |
| 23            | Vlag van Nederland | Jordy Buijs              | 28-12-1988 | 2014     | De Graafschap                 |         |         |         |         |         |         |
| 24            | Vlag van Nederland | Peter Gommeren           | 09-03-1992 | 2014     | Eigen jeugd                   |         |         |         |         |         |         |
| Aanvallers    |                    |                          |            |          |                               |         |         |         |         |         |         |
| 7             | Vlag van Nederland | Elson Hooi               | 01-10-1991 | 2016     | Eigen jeugd                   |         |         |         |         |         |         |
| 9             | Vlag van Nederland | Adnane Tighadouini       | 30-11-1992 | 2017     | Vitesse                       |         |         |         |         |         |         |
| 14            | Vlag van Nederland | Rydell Poepon            | 28-08-1987 | 2014     | ADO Den Haag (wordt gehuurd)  |         |         |         |         |         |         |
| 15            | Vlag van Nederland | Danny Verbeek            | 15-08-1990 | 2013     | Standard Luik (wordt gehuurd) |         |         |         |         |         |         |
| 17            | Vlag van Nederland | Anouar Hadouir           | 14-09-1982 | 2014     | Alemannia Aachen              |         |         |         |         |         |         |
| 18            | Vlag van Kroatië   | Stipe Perica             | 07-07-1995 | 2014     | Chelsea FC (wordt gehuurd)    |         |         |         |         |         |         |
| 20            | Vlag van Nederland | Mats Seuntjens           | 17-04-1992 | 2014     | BSV Boeimeer                  |         |         |         |         |         |         |

## Transfers

### In
| Naam                     | Nationaliteit | Positie      | Oude club               |
| ------------------------ | ------------- | ------------ | ----------------------- |
| Gábor Babos              | Hongarije     | Keeper       | N.E.C.                  |
| Boldizsár Bodor          | Hongarije     | Verdediger   | K. Beerschot AC         |
| Henrico Drost            | Nederland     | Verdediger   | RKC Waalwijk            |
| Sepp De Roover           | België        | Verdediger   | KSC Lokeren             |
| Jeffrey Sarpong          | Nederland     | Middenvelder | Real Sociedad           |
| Joey Suk                 | Nederland     | Middenvelder | Beerschot               |
| Danny Verbeek            | Nederland     | Aanvaller    | Standard Luik (gehuurd) |
| Rydell Poepon            | Nederland     | Aanvaller    | ADO Den Haag (gehuurd)  |
| Gill Swerts              | België        | Verdediger   | SønderjyskE             |
| Stipe Perica             | Kroatië       | Aanvaller    | Chelsea FC (gehuurd)    |
| Rick Stuij van den Herik | Nederland     | Middenvelder |                         |
| Adnane Tighadouini       | Nederland     | Aanvaller    | Vitesse*                |
| Uroš Matić               | Servië        | Middenvelder | SL Benfica*             |

* Tijdens wintertransferperiode

### Uit
| Naam              | Nationaliteit | Nieuwe club      | Bijzonderheden |
| ----------------- | ------------- | ---------------- | -------------- |
| Eric Botteghin    | Brazilië      | FC Groningen     |                |
| Kees Luijckx      | Nederland     | Roda JC Kerkrade |                |
| Thilo Leugers     | Nederland     | FC Twente        | Einde huur     |
| Sepp De Roover    | België        | SC Lokeren       | Einde huur     |
| Jens Janse        | Nederland     | Córdoba CF       |                |
| Nemanja Gudelj    | Servië        | AZ               |                |
| Steven Edwards    | Nederland     | Achilles '29     |                |
| Alex Schalk *     | Nederland     | Jong PSV         | Verhuurd       |
| Anthony Lurling * | Nederland     | SC Heerenveen    |                |

* Tijdens wintertransferperiode

## Uitslagen/Programma Eredivisie

### Thuiswedstrijden NAC Breda
| Tegenstander    | SR. | Datum     | Uitslag |
| --------------- | --- | --------- | ------- |
| ADO Den Haag    | 3   | 18 aug 13 | 1 - 2   |
| Ajax            | 28  | 16 maa 14 | 0 - 0   |
| AZ              | 7   | 22 sep 13 | 3 - 0   |
| SC Cambuur      | 18  | 21 dec 13 | 1 - 0   |
| Feyenoord       | 24  | 16 feb 14 | 1 - 1   |
| Go Ahead Eagles | 11  | 26 okt 13 | 5 - 0   |
| FC Groningen    | 15  | 30 nov 13 | 2 - 2   |
| SC Heerenveen   | 2   | 10 aug 13 | 0 - 2   |
| Heracles Almelo | 9   | 05 okt 13 | 2 - 1   |
| N.E.C.          | 5   | 30 aug 13 | 1 - 1   |
| PEC Zwolle      | 20  | 25 jan 14 | 1 - 2   |
| PSV             | 13  | 10 nov 13 | 2 - 1   |
| RKC Waalwijk    | 33  | 27 apr 14 | 1 - 1   |
| Roda JC         | 23  | 08 feb 14 | 2 - 0   |
| FC Twente       | 31  | 05 apr 14 | 0 - 2   |
| FC Utrecht      | 30  | 28 maa 14 | 2 - 2   |
| Vitesse         | 27  | 08 maa 14 | 1 - 2   |

### Uitwedstrijden NAC Breda
| Tegenstander    | SR. | Datum               | Uitslag |
| --------------- | --- | ------------------- | ------- |
| ADO Den Haag    | 26  | 01 maa 14           | 1 - 1   |
| Ajax            | 16  | 07 dec 13           | 4 - 0   |
| AZ              | 19  | 18 jan 14           | 3 - 0   |
| SC Cambuur      | 1   | 04 aug 13           | 0 - 0   |
| Feyenoord       | 4   | 25 aug 13           | 3 - 1   |
| Go Ahead Eagles | 29  | 23 maa 14 02 apr 14 | * 2 - 1 |
| FC Groningen    | 32  | 11 apr 14           | 2 - 1   |
| SC Heerenveen   | 25  | 22 feb 14           | 0 - 0   |
| Heracles Almelo | 21  | 01 feb 14           | 1 - 2   |
| N.E.C.          | 22  | 05 feb 14           | 1 - 1   |
| PEC Zwolle      | 8   | 28 sep 13           | 0 - 0   |
| PSV             | 34  | 03 mei 14           | 2 - 0   |
| RKC Waalwijk    | 12  | 01 nov 13           | 3 - 0   |
| Roda JC         | 6   | 15 sep 13           | 1 - 5   |
| FC Twente       | 14  | 24 nov 13           | 5 - 2   |
| FC Utrecht      | 10  | 19 okt 13           | 4 - 2   |
| Vitesse         | 17  | 15 dec 13           | 3 - 2   |

Reden andere speeldata: 

* Uitgesteld wegens de Nuclear Security Summit 2014.

## Wedstrijdverslagen

### Vriendschappelijk 2013/14
|                                                                                       |                                    |        | | |  |
| Zaterdag 29 juni 2013, 17.00 uur                                                      | DIOZ                               | 0 - 13 | NAC Breda | |  |
| Sportpark de Linden, Zegge Vriendschappelijk                                          |                                    |        | Kenny van der Weg Alex Schalk 4x Jordy Buijs Elson Hooi 2x Matthew Amoah 2x Joey Steenbergen Mounir El Allouchi Mats Seuntjens                         | Opstelling NAC Breda: Jelle ten Rouwelaar, Gill Swerts, Henrico Drost, Jordy Buijs, Kenny van der Weg, Jeffrey Sarpong, Tim Gilissen, Joey Suk, Elson Hooi, Alex Schalk, Mats Seuntjens                             |  |
| Bijzonderheden: - Dit was de eerste officiële oefenwedstrijd van het nieuwe seizoen   |                                    |        | | |  |
|                                                                                       |                                    |        | | |  |
| Dinsdag 2 juli 2013, 19.30 uur                                                        | VV DSE                             | 0 - 13 | NAC Breda | |  |
| Sportpark De Hoge Neerstraat, Etten-Leur Vriendschappelijk                            |                                    |        | Jeffrey Sarpong Jordy Buijs Alex Schalk 3x Rick Stuy van den Herik Matthew Amoah 4x Joey Suk (pen) Gill Swerts Mats Seuntjens                          | Opstelling NAC Breda:' Gábor Babos, Sepp De Roover, Henrico Drost, Jordy Buijs, Kenny van der Weg, Boldizsár Bodor, Tim Gilissen, Jeffrey Sarpong, Joey Suk, Alex Schalk, Elson Hooi                                |  |
| Bijzonderheden:                                                                       |                                    |        | | |  |
|                                                                                       |                                    |        | | |  |
| Zaterdag 6 juli 2013, 17.00 uur                                                       | Zundertse Selectie                 | 0 - 6  | NAC Breda | |  |
| Sportpark De Wildert, Zundert Vriendschappelijk                                       |                                    |        | Alex Schalk 3x Matthew Amoah 2x Jeffrey Sarpong | Opstelling NAC Breda: Jelle ten Rouwelaar, Gill Swerts, Henrico Drost, Jordy Buijs, Kenny van der Weg, Joey Suk, Tim Gilissen, Jeffrey Sarpong, Elson Hooi, Alex Schalk, Mats Seuntjens                             |  |
| Bijzonderheden:                                                                       |                                    |        | | |  |
|                                                                                       |                                    |        | | |  |
| Zaterdag 13 juli 2013, 16.00 uur                                                      | Madese Boys                        | 0 - 9  | NAC Breda | |  |
| Sportpark De Schietberg, Made Vriendschappelijk                                       |                                    |        | Rydell Poepon 2x Alex Schalk 4x Henrico Drost Matthew Amoah 2×                                                                                         | Opstelling NAC Breda: |  |
| Bijzonderheden:                                                                       |                                    |        | | |  |
|                                                                                       |                                    |        | | |  |
| Dinsdag 16 juli 2013, 19.30 uur                                                       | Fortuna Sittard                    | 0 - 4  | NAC Breda | |  |
| Sportpark De Gagelrijzen, St. Willebrord Vriendschappelijk                            |                                    |        | Jeffrey Sarpong Rydell Poepon 2x Elson Hooi | Opstelling NAC Breda: |  |
| Bijzonderheden:                                                                       |                                    |        | | |  |
|                                                                                       |                                    |        | | |  |
| Woensdag 17 juli 2013, 19.30 uur                                                      | V.V. Steenbergen                   | 0 - 18 | NAC Breda | |  |
| Steenbergen Vriendschappelijk                                                         |                                    |        | Mounir El Allouchi Rick Stuy van den Herik Matthew Amoah 6x Mats Seuntjens 4x Kees Kwakman Anouar Hadouir Joey Steenbergen 2x Dalian Maatsen Tom Wuyts | Opstelling NAC Breda: Gábor Babos; Dalian Maatsen, Jesse van Bezooijen, Kees Kwakman, Kazanci Oguzhan; Anouar Hadouir, Rick Stuy van den Herik, Mounir El Allouchi; Joey Steenbergen, Matthew Amoah, Mats Seuntjens |  |
| Bijzonderheden:                                                                       |                                    |        | | |  |
|                                                                                       |                                    |        | | |  |
| Zaterdag 20 juli 2013, 14.00 uur                                                      | Hoogstraten VV                     | 0 - 1  | NAC Breda | |  |
| Hoogstraten Vriendschappelijk                                                         |                                    |        | Mounir El Allouchi | Opstelling NAC Breda: Gábor Babos; Dalian Maatsen, Jesse van Bezooijen, Kazanci Oguzhan, Tom Wuyts , Rick Stuy van den Herik, Yorik van Deelen, Martin La Cruz, Mounir El Allouchi, Anouar Hadouir, Matthew Amoah   |  |
| Bijzonderheden:                                                                       |                                    |        | | |  |
|                                                                                       |                                    |        | | |  |
| Zaterdag 20 juli 2013, 19.30 uur                                                      | NAC Breda                          | 0 - 0  | Osasuna | |  |
| Sportpark De Gagelrijzen, St. Willebrord Vriendschappelijk                            |                                    |        | | Opstelling NAC Breda: Jelle ten Rouwelaar; Sepp De Roover, Henrico Drost, Kees Kwakman, Kenny van der Weg; Joey Suk, Tim Gilissen, Jordy Buijs; Elson Hooi, Rydell Poepon, Jeffrey Sarpong                          |  |
| Bijzonderheden:                                                                       |                                    |        | | |  |
|                                                                                       |                                    |        | | |  |
| Zaterdag 27 juli 2013, 17.00 uur                                                      | NAC Breda                          | 1 - 1  | FC Volendam | |  |
| Sportpark De Gagelrijzen, St. Willebrord Vriendschappelijk                            | Elson Hooi                         |        | Henny Schilder | Opstelling NAC Breda: Jelle ten Rouwelaar; Sepp De Roover, Henrico Drost, Kees Kwakman, Kenny van der Weg; Joey Suk, Tim Gilissen, Jordy Buijs; Elson Hooi, Alex Schalk, Jeffrey Sarpong                            |  |
| Bijzonderheden:                                                                       |                                    |        | | |  |
|                                                                                       |                                    |        | | |  |
| Donderdag 5 september 2013, 14.00 uur                                                 | NAC Breda                          | 3 - 1  | Lierse SK | |  |
| Rat Verlegh Stadion, Breda Vriendschappelijk                                          | Rydell Poepon 2× Elson Hooi        |        | Julien Vercauteren | Opstelling NAC Breda: Jelle ten Rouwelaar; Sepp De Roover, Henrico Drost, Kees Kwakman, Boldizsár Bodor; Anthony Lurling, Tim Gilissen, Mats Seuntjens; Danny Verbeek, Rydell Poepon, Elson Hooi                    |  |
| Bijzonderheden:                                                                       |                                    |        | | |  |
|                                                                                       |                                    |        | | |  |
| Donderdag 14 november 2013, 14.00 uur                                                 | RSC Anderlecht                     | 2 - 4  | NAC Breda | |  |
| Constant Vanden Stockstadion, Brussel Vriendschappelijk                               | Ronald Vargas (pen) Chancel Mbemba |        | Rydell Poepon Alex Schalk Anouar Hadouir Anthony Lurling                                                                                               | Opstelling NAC Breda: Jelle ten Rouwelaar; Sepp De Roover, Jordy Buijs, Kees Kwakman, Kenny van der Weg; Tim Gilissen, Mats Seuntjens, Anouar Hadouir; Jeffrey Sarpong, Rydell Poepon, Danny Verbeek                |  |
| Bijzonderheden:                                                                       |                                    |        | | |  |
|                                                                                       |                                    |        | | |  |
| Vrijdag 10 januari 2014, 14.00 uur                                                    | FC Groningen                       | 0 - 1  | NAC Breda | |  |
| Oliva Nova Golf & Beach Resort Campo 1, Oliva Vriendschappelijk                       |                                    |        | Jeffrey Sarpong | Opstelling NAC Breda: Jelle ten Rouwelaar; Sepp De Roover, Henrico Drost, Jordy Buijs, Kenny van der Weg; Tim Gilissen, Mats Seuntjens, Anouar Hadouir; Adnane Tighadouini, Rydell Poepon en Jeffrey Sarpong        |  |
| Bijzonderheden:                                                                       |                                    |        | | |  |
|                                                                                       |                                    |        | | |  |
| Zaterdag 10 mei 2014, 17.00 uur                                                       | SDO '63                            | 0 - 18 | NAC Breda | |  |
| Sportpark, Lamswaarde Vriendschappelijk                                               |                                    |        | | Opstelling NAC Breda: |  |
| Bijzonderheden: - Dit is de laatste wedstrijd van NAC Breda van het seizoen 2013/2014 |                                    |        | | |  |

### Eredivisie 2013/2014

#### Speelronde 1 t/m 8 (augustus, september)
|                                                                                        |                                                                           |               | | |
| Speelronde 1 Zondag 4 augustus 2013, 12.30 uur                                         | SC Cambuur                                                                | 0 - 0 (0 - 0) | NAC Breda | : Jelle ten Rouwelaar |
| Cambuurstadion, Leeuwarden toeschouwers: 9.085 Scheidsrechter: Tom van Sichem          |                                                                           |               | | Basisopstelling NAC Breda: Ten Rouwelaar, De Roover, Drost, Kwakman, Van der Weg, Suk, Gilissen, Buijs, Hooi, Schalk, Sarpong Toegepaste wissels NAC Breda: '66 Suk Lurling '78 Schalk Verbeek '85 Hooi Seuntjens         |
| Bijzonderheden:                                                                        |                                                                           |               | | |
| Speelronde 2 Zaterdag 10 augustus 2013, 19.45 uur                                      | NAC Breda                                                                 | 0 - 2 (0 - 1) | SC Heerenveen | : Jelle ten Rouwelaar |
| Rat Verlegh Stadion, Breda toeschouwers: 17.250 Scheidsrechter: Eric Braamhaar         | Sepp De Roover 87'                                                        |               | '40 Hakim Ziyech '90+1 Alfred Finnbogason '81 Rajiv van La Parra                                                                             | Basisopstelling NAC Breda: Ten Rouwelaar, De Roover, Drost, Kwakman, Van der Weg, Suk, Gilissen, Buijs, Hooi, Lurling, Sarpong Toegepaste wissels NAC Breda: '46 Suk Schalk '60 Hooi Verbeek '74 Gilissen Seuntjens       |
| Bijzonderheden:                                                                        |                                                                           |               | | |
|                                                                                        |                                                                           |               | | |
| Speelronde 3 Zondag 18 augustus 2013, 14.30 uur                                        | NAC Breda                                                                 | 1 - 2 (0 - 0) | ADO Den Haag | : Jelle ten Rouwelaar |
| Rat Verlegh Stadion, Breda toeschouwers: 17.000 Scheidsrechter: Serdar Gözübüyük       | Alex Schalk (pen) 85' Elson Hooi 32' Gill Swerts 88'                      |               | '76 Aaron Meijers '90+3 Michiel Kramer '81 Ricky van Haaren '68 Tom Beugelsdijk '84 Gino Coutinho '86 Danny Holla '86 Mike van Duinen        | Basisopstelling NAC Breda: Ten Rouwelaar, Swerts, Drost, Kwakman, Van der Weg, Gilissen, Sarpong, Buijs, Hooi, Schalk, Lurling Toegepaste wissels NAC Breda: '46 Van der Weg Bodor '46 Lurling Seuntjens '80 Buijs Poepon |
| Bijzonderheden:                                                                        |                                                                           |               | | |
|                                                                                        |                                                                           |               | | |
| Speelronde 4 Zondag 25 augustus 2013, 14.30 uur                                        | Feyenoord                                                                 | 3 - 1 (2 - 0) | NAC Breda | : Jelle ten Rouwelaar |
| De Kuip, Rotterdam toeschouwers: 41.000 Scheidsrechter: Danny Makkelie                 | Graziano Pellè 37' Graziano Pellè 38' Graziano Pellè 53' Jordy Clasie 22' |               | '59 Joey Suk '21 Rydell Poepon '32 Boldizsár Bodor '51 Danny Verbeek '75 Jordy Buijs                                                         | Basisopstelling NAC Breda: Ten Rouwelaar, Swerts, Drost, Kwakman, Bodor, Suk, Sarpong, Buijs, Verbeek, Poepon, Lurling Toegepaste wissels NAC Breda: '60 Verbeek Gilissen '64 Poepon Hooi '68 Sarpong Seuntjens           |
| Bijzonderheden:                                                                        |                                                                           |               | | |
|                                                                                        |                                                                           |               | | |
| Speelronde 5 Vrijdag 30 augustus 2013, 20.00 uur                                       | NAC Breda                                                                 | 1 - 1 (1 - 1) | N.E.C. | : Jelle ten Rouwelaar |
| Rat Verlegh Stadion, Breda toeschouwers: 16.800 Scheidsrechter: Ed Janssen             | Rydell Poepon 4' Danny Verbeek 42' Jeffrey Sarpong 69'                    |               | '43 Victor Pálsson '77 Pavel Cmovs '88 Victor Pálsson                                                                                        | Basisopstelling NAC Breda: Ten Rouwelaar, Swerts, Drost, Kwakman, Bodor, Suk, Gilissen, Lurling, Verbeek, Poepon, Sarpong Toegepaste wissels NAC Breda: '80 Verbeek Hooi '87 Poepon Schalk                                |
| Bijzonderheden:                                                                        |                                                                           |               | | |
|                                                                                        |                                                                           |               | | |
| Speelronde 6 Zondag 15 september 2013, 14.30 uur                                       | Roda JC                                                                   | 1 - 5 (1 - 1) | NAC Breda | : Jelle ten Rouwelaar |
| Parkstad Limburg Stadion, Kerkrade toeschouwers: 12.259 Scheidsrechter: Jeroen Sanders | Mitchell Donald 44' Roly Bonevacia 32' Frank Demouge 71'                  |               | '45+1 Kees Kwakman '67 Elson Hooi '70 Mats Seuntjens '86 Stipe Perica '88 Jeffrey Sarpong '25 Jordy Buijs '61 Anthony Lurling '77 Elson Hooi | Basisopstelling NAC Breda: Ten Rouwelaar, De Roover, Drost, Kwakman, Bodor, Buijs, Lurling, Seuntjens, Verbeek, Poepon, Sarpong Toegepaste wissels NAC Breda: '61 Verbeek Hooi '81 Poepon Perica '89 Lurling Suk          |
| Bijzonderheden:                                                                        |                                                                           |               | | |
|                                                                                        |                                                                           |               | | |
| Speelronde 7 Zondag 22 september 2013, 14.30 uur                                       | NAC Breda                                                                 | 3 - 0 (0 - 0) | AZ | : Jelle ten Rouwelaar |
| Rat Verlegh Stadion, Breda toeschouwers: 18.300 Scheidsrechter: Serdar Gözübüyük       | Danny Verbeek 50' Rydell Poepon 74' Elson Hooi 90+1' Stipe Perica 90+2'   |               | '45 Nick Viergever '48 Mattias Johansson '87 Nemanja Gudelj                                                                                  | Basisopstelling NAC Breda: Ten Rouwelaar, De Roover, Drost, Kwakman, Bodor, Buijs, Lurling, Seuntjens, Verbeek, Poepon, Sarpong Toegepaste wissels NAC Breda: '68 Verbeek Hooi '76 Seuntjens Suk '83 Lurling Perica       |
| Bijzonderheden:                                                                        |                                                                           |               | | |
|                                                                                        |                                                                           |               | | |
| Speelronde 8 Zaterdag 28 september 2013, 20.45 uur                                     | PEC Zwolle                                                                | 0 - 0 (0 - 0) | NAC Breda | : Jelle ten Rouwelaar |
| IJsseldelta Stadion, Zwolle toeschouwers: 11.100 Scheidsrechter: Jochem Kamphuis       |                                                                           |               | '62 Jeffrey Sarpong '82 Kenny van der Weg | Basisopstelling NAC Breda: Ten Rouwelaar, De Roover, Drost, Kwakman, Van der Weg, Buijs, Lurling, Seuntjens, Verbeek, Poepon, Sarpong Toegepaste wissels NAC Breda: '77 Lurling Hooi '90 Poepon Perica '90+3 Sarpong Suk  |
| Bijzonderheden:                                                                        |                                                                           |               | | |

#### Speelronde 9 t/m 17 (oktober, november, december)
|                                                                                          | |               | | |
| Speelronde 9 Zaterdag 5 oktober 2013, 20.45 uur                                          | NAC Breda | 2 - 1 (0 - 0) | Heracles Almelo | : Jelle ten Rouwelaar |
| Rat Verlegh Stadion, Breda toeschouwers: 17.200 Scheidsrechter: Reinold Wiedemeijer      | Rydell Poepon 49' Stipe Perica 83' Kenny van der Weg 78' Mats Seuntjens 89' Elson Hooi 89'                                                                |               | '51 Thomas Bruns '20 Jason Davidson '72 Mark Uth                                                                                          | Basisopstelling NAC Breda: Ten Rouwelaar, De Roover, Drost, Kwakman, Van der Weg, Buijs, Lurling, Seuntjens, Verbeek, Poepon, Sarpong Toegepaste wissels NAC Breda: '66 Verbeek Perica '87 Sarpong Hooi '88 Poepon Suk           |
| Bijzonderheden:                                                                          | |               | | |
|                                                                                          | |               | | |
| Speelronde 10 Zaterdag 19 oktober 2013, 19.45 uur                                        | FC Utrecht | 4 - 2 (1 - 1) | NAC Breda | : Jelle ten Rouwelaar |
| Stadion Galgenwaard, Utrecht toeschouwers: 16.009 Scheidsrechter: Bas Nijhuis            | Yassin Ayoub 16' Jens Toornstra 63' Jacob Mulenga 81' Jens Toornstra 83'                                                                                  |               | '36 Danny Verbeek '84 Anouar Hadouir '25 Jordy Buijs '87 Anouar Hadouir                                                                   | Basisopstelling NAC Breda: Ten Rouwelaar, De Roover, Drost, Kwakman, Bodor, Buijs, Lurling, Seuntjens, Verbeek, Poepon, Sarpong Toegepaste wissels NAC Breda: '67 Verbeek Perica '72 Seuntjens Hadouir '86 Bodor Suk             |
| Bijzonderheden:                                                                          | |               | | |
|                                                                                          | |               | | |
| Speelronde 11 Zaterdag 26 oktober 2013, 19.45 uur                                        | NAC Breda | 5 - 0 (4 - 0) | Go Ahead Eagles | : Jelle ten Rouwelaar |
| Rat Verlegh Stadion, Breda toeschouwers: 17.800 Scheidsrechter: Serdar Gözübüyük         | Rydell Poepon 24' Jordy Buijs 27' Jeffrey Sarpong 35' Rydell Poepon 44' Stipe Perica 87' Mats Seuntjens 8'                                                |               | '52 Deniz Türüç '84 Erik Falkenburg | Basisopstelling NAC Breda: Ten Rouwelaar, De Roover, Drost, Kwakman, Bodor, Buijs, Lurling, Seuntjens, Verbeek, Poepon, Sarpong Toegepaste wissels NAC Breda: '68 Poepon Perica '78 Verbeek Suk '81 Seuntjens Hadouir            |
| Bijzonderheden:                                                                          | |               | | |
|                                                                                          | |               | | |
| Speelronde 12 Vrijdag 1 november 2013, 20.00 uur                                         | RKC Waalwijk | 3 - 0 (3 - 0) | NAC Breda | : Jelle ten Rouwelaar |
| Mandemakers Stadion, Waalwijk toeschouwers: 6.491 Scheidsrechter: Kevin Blom             | Kenny Van Hoevelen 7' Sander Duits (pen) 15' Sepp De Roover (e.d.) 25' Kenny Van Hoevelen 50' Kenny Van Hoevelen 76' Jonas Ivens 85'                      |               | '57 Kenny van der Weg | Basisopstelling NAC Breda: Ten Rouwelaar, De Roover, Drost, Kwakman, Bodor, Buijs, Lurling, Seuntjens, Verbeek, Poepon, Sarpong Toegepaste wissels NAC Breda: '39 Verbeek Perica '46 Bodor Van der Weg '69 Sarpong Hadouir       |
| Bijzonderheden: - Jean-David Beauguel (RKC Waalwijk) miste in de 58e minuut een penalty. | |               | | |
|                                                                                          | |               | | |
| Speelronde 13 Zondag 10 november 2013, 14.30 uur                                         | NAC Breda | 2 - 1 (0 - 1) | PSV | : Jelle ten Rouwelaar |
| Rat Verlegh Stadion, Breda toeschouwers: 18.400 Scheidsrechter: Reinold Wiedemeijer      | Kees Kwakman 67' Kees Kwakman 80' Rydell Poepon 40' Jordy Buijs 52' Mats Seuntjens 82'                                                                    |               | '44 Jürgen Locadia '54 Karim Rekik '58 Jetro Willems '90+2 Stijn Schaars                                                                  | Basisopstelling NAC Breda: Ten Rouwelaar, De Roover, Drost, Kwakman, Van der Weg, Buijs, Lurling, Seuntjens, Poepon, Perica, Sarpong Toegepaste wissels NAC Breda: '74 Perica Hadouir '78 Lurling Verbeek '86 Sarpong Gilissen   |
| Bijzonderheden:                                                                          | |               | | |
|                                                                                          | |               | | |
| Speelronde 14 Zondag 24 november 2013, 16.30 uur                                         | FC Twente | 5 - 2 (2 - 1) | NAC Breda | : Jelle ten Rouwelaar |
| De Grolsch Veste, Enschede toeschouwers: 29.900 Scheidsrechter: Ed Janssen               | Kyle Ebecilio 28' Dušan Tadić (pen) 45+2' Luc Castaignos 53' Quincy Promes 68' Quincy Promes 86' Luc Castaignos 30' Roberto Rosales 41' Kyle Ebecilio 58' |               | '42 Kenny van der Weg '56 Danny Verbeek '28 Jeffrey Sarpong '74 Anouar Hadouir                                                            | Basisopstelling NAC Breda: Ten Rouwelaar, De Roover, Drost, Kwakman, Van der Weg, Buijs, Hadouir, Seuntjens, Verbeek, Poepon, Sarpong Toegepaste wissels NAC Breda: '57 De Roover Swerts '62 Drost Perica '70 Seuntjens Gilissen |
| Bijzonderheden:                                                                          | |               | | |
|                                                                                          | |               | | |
| Speelronde 15 Zaterdag 30 november 2013, 19.45 uur                                       | NAC Breda | 2 - 2 (1 - 0) | FC Groningen | : Jelle ten Rouwelaar |
| Rat Verlegh Stadion, Breda toeschouwers: 18.100 Scheidsrechter: Eric Braamhaar           | Danny Verbeek 10' Stipe Perica 74' Sepp De Roover 90+1'                                                                                                   |               | '79 Giliano Wijnaldum '90+2 Michael de Leeuw (pen) '29 Stefano Magnasco                                                                   | Basisopstelling NAC Breda: Ten Rouwelaar, De Roover, Drost, Kwakman, Van der Weg, Buijs, Hadouir, Seuntjens, Verbeek, Poepon, Sarpong Toegepaste wissels NAC Breda: '19 Poepon Lurling '65 Verbeek Perica '80 Hadouir Gilissen   |
| Bijzonderheden:                                                                          | |               | | |
|                                                                                          | |               | | |
| Speelronde 16 Zaterdag 7 december 2013, 18.45 uur                                        | Ajax | 4 - 0 (2 - 0) | NAC Breda | : Jelle ten Rouwelaar |
| Amsterdam Arena, Amsterdam toeschouwers: 50.189 Scheidsrechter: Danny Makkelie           | Davy Klaassen 34' Davy Klaassen 45+1' Davy Klaassen 64' Bojan 68' Bojan 74'                                                                               |               | '30 Kees Kwakman '36 Sepp De Roover '60 Kenny van der Weg '88 Joey Suk                                                                    | Basisopstelling NAC Breda: Ten Rouwelaar, De Roover, Drost, Kwakman, Van der Weg, Buijs, Lurling, Seuntjens, Hadouir, Perica, Sarpong Toegepaste wissels NAC Breda: '56 Seuntjens Suk '73 Sarpong Hooi                           |
| Bijzonderheden:                                                                          | |               | | |
|                                                                                          | |               | | |
| Speelronde 17 Zondag 15 december 2013, 14.30 uur                                         | Vitesse | 3 - 2 (1 - 1) | NAC Breda | : Jelle ten Rouwelaar |
| Gelredome, Arnhem toeschouwers: 20.800 Scheidsrechter: Tom van Sichem                    | Lucas Piazon (pen) 35' Lucas Piazon 50' Kelvin Leerdam 84' Goeram Kasjia 28'                                                                              |               | '24 Jordy Buijs (pen) '89 Anthony Lurling '16 Anouar Hadouir '34 Stipe Perica '51 Sepp De Roover '58 Kenny van der Weg '72 Mats Seuntjens | Basisopstelling NAC Breda: Ten Rouwelaar, De Roover, Drost, Kwakman, Van der Weg, Buijs, Hadouir, Seuntjens, Hooi, Perica, Sarpong Toegepaste wissels NAC Breda: '65 Hooi Lurling '83 Verbeek Schalk                             |
| Bijzonderheden:                                                                          | |               | | |
|                                                                                          | |               | | |

#### Speelronde 18 t/m 25 (december, januari, februari)
| Speelronde 18 Zaterdag 21 december 2013, 19.45 uur                                  | NAC Breda                                                                      | 1 - 0 (0 - 0) | SC Cambuur                                                                               | : Jelle ten Rouwelaar |
| Rat Verlegh Stadion, Breda toeschouwers: 17.250 Scheidsrechter: Dennis Higler       | Anouar Hadouir 74' Danny Verbeek 90+2'                                         |               | '64 Wout Droste '81 Michiel Hemmen                                                       | Basisopstelling NAC Breda: Ten Rouwelaar, Swerts, Buijs, Kwakman, Bodor, Gilissen, Hadouir, Seuntjens, Sarpong, Poepon, Lurling Toegepaste wissels NAC Breda: '61 Swerts Gommeren '87 Hadouir Verbeek '90+4 Lurling Perica         |
| Bijzonderheden:                                                                     |                                                                                |               |                                                                                          | |
|                                                                                     |                                                                                |               |                                                                                          | |
| Speelronde 19 Zaterdag 18 januari 2014, 18.45 uur                                   | AZ                                                                             | 3 - 0 (2 - 0) | NAC Breda                                                                                | : Jelle ten Rouwelaar |
| AFAS Stadion, Alkmaar toeschouwers: 15.175 Scheidsrechter: Eric Braamhaar           | Steven Berghuis 23' Aron Jóhannsson 45+1' Steven Berghuis 69' Celso Ortíz 20'  |               | '76 Mats Seuntjens                                                                       | Basisopstelling NAC Breda: Ten Rouwelaar, De Roover, Drost, Kwakman, Van der Weg, Seuntjens, Hadouir, Buijs, Hooi, Poepon, Sarpong Toegepaste wissels NAC Breda: '61 Sarpong Perica '70 Hadouir Tighadouini '81 Seuntjens Suk      |
| Bijzonderheden:                                                                     |                                                                                |               |                                                                                          | |
|                                                                                     |                                                                                |               |                                                                                          | |
| Speelronde 20 Zaterdag 25 januari 2014, 19.45 uur                                   | NAC Breda                                                                      | 1 - 2 (1 - 0) | PEC Zwolle                                                                               | : Jelle ten Rouwelaar |
| Rat Verlegh Stadion, Breda toeschouwers: 18.150 Scheidsrechter: Dennis Higler       | Joey Suk 19'                                                                   |               | '50 Guyon Fernandez (pen) '75 Mustafa Saymak '83 Mateusz Klich                           | Basisopstelling NAC Breda: Ten Rouwelaar, De Roover, Drost, Buijs, Van der Weg, Suk, Hadouir, Gilissen, Verbeek, Poepon, Sarpong Toegepaste wissels NAC Breda: '66 Verbeek Perica '73 Hadouir Tighadouini '79 Gilissen Hooi        |
| Bijzonderheden:                                                                     |                                                                                |               |                                                                                          | |
|                                                                                     |                                                                                |               |                                                                                          | |
| Speelronde 21 Zaterdag 1 februari 2014, 19.45 uur                                   | Heracles Almelo                                                                | 1 - 2 (0 - 1) | NAC Breda                                                                                | : Jelle ten Rouwelaar |
| Polman Stadion, Almelo toeschouwers: 8.425 Scheidsrechter: Martin van den Kerkhof   | Bryan Linssen 71' Jeroen Veldmate 56' Simon Cziommer 88'                       |               | '38 Jordy Buijs '61 Rydell Poepon '42 Anouar Hadouir '65 Kenny van der Weg               | Basisopstelling NAC Breda: Ten Rouwelaar, De Roover, Drost, Buijs, Van der Weg, Seuntjens, Gilissen, Matić, Hadouir, Poepon, Sarpong Toegepaste wissels NAC Breda: '76 Matić Suk '83 Hadouir Verbeek '79 Sarpong Tighadouini       |
| Bijzonderheden:                                                                     |                                                                                |               |                                                                                          | |
|                                                                                     |                                                                                |               |                                                                                          | |
| Speelronde 22 Woensdag 5 februari 2014, 19.45 uur                                   | N.E.C.                                                                         | 1 - 1 (1 - 1) | NAC Breda                                                                                | : Jelle ten Rouwelaar |
| Goffertstadion, Nijmegen toeschouwers: 11.200 Scheidsrechter: Ed Janssen            | Rens van Eijden 23' Tobias Haitz 61' Tobias Haitz 77' Søren Rieks 89'          |               | '17 Rydell Poepon '23 Anouar Hadouir '76 Tim Gilissen                                    | Basisopstelling NAC Breda: Ten Rouwelaar, De Roover, Drost, Buijs, Van der Weg, Seuntjens, Gilissen, Matić, Hadouir, Poepon, Sarpong Toegepaste wissels NAC Breda: '69 Seuntjens Suk '87 Hadouir Verbeek                           |
| Bijzonderheden:                                                                     |                                                                                |               |                                                                                          | |
|                                                                                     |                                                                                |               |                                                                                          | |
| Speelronde 23 Zaterdag 8 februari 2014, 19.45 uur                                   | NAC Breda                                                                      | 2 - 0 (0 - 0) | Roda JC                                                                                  | : Jelle ten Rouwelaar |
| Rat Verlegh Stadion, Breda toeschouwers: 17.550 Scheidsrechter: Tom van Sichem      | Adnane Tighadouini 73' Stipe Perica 87' Mats Seuntjens 55' Jeffrey Sarpong 63' |               |                                                                                          | Basisopstelling NAC Breda: Ten Rouwelaar, De Roover, Drost, Buijs, Van der Weg, Matić, Seuntjens, Suk, Verbeek, Poepon, Sarpong Toegepaste wissels NAC Breda: '65 Sarpong Tighadouini '73 Seuntjens Perica '82 Poepon Swerts       |
| Bijzonderheden:                                                                     |                                                                                |               |                                                                                          | |
|                                                                                     |                                                                                |               |                                                                                          | |
| Speelronde 24 Zondag 16 februari 2014, 14.30 uur                                    | NAC Breda                                                                      | 1 - 1 (1 - 1) | Feyenoord                                                                                | : Jelle ten Rouwelaar |
| Rat Verlegh Stadion, Breda toeschouwers: 18.500 Scheidsrechter: Bas Nijhuis         | Rydell Poepon (pen) 37' Uroš Matić 40' Stipe Perica 84'                        |               | '25 Daryl Janmaat '36 Miquel Nelom '62 Lex Immers '88 Tonny Vilhena '90+5 Graziano Pellè | Basisopstelling NAC Breda: Ten Rouwelaar, De Roover, Drost, Buijs, Van der Weg, Matić, Gilissen, Hadouir, Verbeek, Poepon, Sarpong Toegepaste wissels NAC Breda: '71 Verbeek Tighadouini '81 Hadouir Perica '86 Sarpong Kwakman    |
| Bijzonderheden:                                                                     |                                                                                |               |                                                                                          | |
|                                                                                     |                                                                                |               |                                                                                          | |
| Speelronde 25 Zaterdag 22 februari 2014, 18.45 uur                                  | SC Heerenveen                                                                  | 0 - 0 (0 - 0) | NAC Breda                                                                                | : Jelle ten Rouwelaar |
| Abe Lenstra Stadion, Heerenveen toeschouwers: 22.147 Scheidsrechter: Eric Braamhaar | Joeri de Kamps 79'                                                             |               |                                                                                          | Basisopstelling NAC Breda: Ten Rouwelaar, De Roover, Drost, Buijs, Van der Weg, Matić, Gilissen, Hadouir, Verbeek, Poepon, Tighadouini Toegepaste wissels NAC Breda: '36 Gilissen Seuntjens '57 Hadouir Sarpong '76 Verbeek Swerts |
| Bijzonderheden:                                                                     |                                                                                |               |                                                                                          | |

#### Speelronde 26 t/m 34 (maart, april, mei)
| | |               |                                                                         | |
| Speelronde 26 Zaterdag 1 maart 2014, 19.45 uur                                                                                         | ADO Den Haag                                                                                                | 1 - 1 (0 - 0) | NAC Breda                                                               | : Jelle ten Rouwelaar |
| Kyocera Stadion, Den Haag toeschouwers: 10.139 Scheidsrechter: Danny Makkelie                                                          | Roland Alberg 63'                                                                                           |               | '55 Elson Hooi '77 Rydell Poepon                                        | Basisopstelling NAC Breda: Ten Rouwelaar, De Roover, Drost, Buijs, Van der Weg, Seuntjens, Suk, Matić, Verbeek, Poepon, Tighadouini Toegepaste wissels NAC Breda: '36 Verbeek Hooi '78 Tighadouini Kwakman '90+2 Suk Swerts       |
| Bijzonderheden: | |               |                                                                         | |
| | |               |                                                                         | |
| Speelronde 27 Zaterdag 8 maart 2014, 20.45 uur                                                                                         | NAC Breda                                                                                                   | 1 - 2 (1 - 2) | Vitesse                                                                 | : Jelle ten Rouwelaar |
| Rat Verlegh Stadion, Breda toeschouwers: 17.800 Scheidsrechter: Björn Kuipers                                                          | Jordy Buijs (pen) 10' Jelle ten Rouwelaar 26'                                                               |               | '8 Zakaria Labyad '26 Zakaria Labyad                                    | Basisopstelling NAC Breda: Ten Rouwelaar, De Roover, Drost, Buijs, Bodor, Seuntjens, Kwakman, Matić, Hooi, Poepon, Verbeek Toegepaste wissels NAC Breda: '24 Poepon Perica '34 Verbeek Sarpong                                    |
| Bijzonderheden: | |               |                                                                         | |
| | |               |                                                                         | |
| Speelronde 28 Zondag 16 maart 2014, 16.30 uur                                                                                          | NAC Breda                                                                                                   | 0 - 0 (0 - 0) | Ajax                                                                    | : Jelle ten Rouwelaar |
| Rat Verlegh Stadion, Breda toeschouwers: 18.500 Scheidsrechter: Richard Liesveld                                                       | Kees Kwakman 57' Elson Hooi 64' Gill Swerts 71'                                                             |               | '45 Thulani Serero '60 Joël Veltman                                     | Basisopstelling NAC Breda: Ten Rouwelaar, De Roover, Drost, Buijs, Bodor, Swerts, Matić, Kwakman, Hooi, Poepon, Verbeek Toegepaste wissels NAC Breda: '65 Verbeek Sarpong '88 Hooi Perica                                         |
| Bijzonderheden: | |               |                                                                         | |
| | |               |                                                                         | |
| Speelronde 29 Zondag 23 maart 2014, 12.30 uur                                                                                          | Go Ahead Eagles                                                                                             | - (-)         | NAC Breda                                                               | : |
| De Adelaarshorst, Deventer toeschouwers: Scheidsrechter: -                                                                             | |               |                                                                         | Basisopstelling NAC Breda: Toegepaste wissels NAC Breda: |
| Bijzonderheden: - Wedstrijd uitgesteld naar 2 april 2014, in verband met Nuclear Security Summit 2014                                  | |               |                                                                         | |
| | |               |                                                                         | |
| Speelronde 30 Vrijdag 28 maart 2014, 20.00 uur                                                                                         | NAC Breda                                                                                                   | 2 - 2 (0 - 0) | FC Utrecht                                                              | : Jelle ten Rouwelaar |
| Rat Verlegh Stadion, Breda toeschouwers: 18.100 Scheidsrechter: Dennis Higler                                                          | Danny Verbeek 58' Rydell Poepon 88'                                                                         |               | '86 Dave Bulthuis '90 Cedric van der Gun                                | Basisopstelling NAC Breda: Ten Rouwelaar, De Roover, Drost, Buijs, Bodor, Swerts, Matić, Kwakman, Hooi, Poepon, Verbeek Toegepaste wissels NAC Breda: '90 Verbeek Perica                                                          |
| Bijzonderheden: | |               |                                                                         | |
| | |               |                                                                         | |
| Speelronde 29 Woensdag 2 april 2014, 18.45 uur                                                                                         | Go Ahead Eagles                                                                                             | 2 - 1 (1 - 1) | NAC Breda                                                               | : Jelle ten Rouwelaar |
| De Adelaarshorst, Deventer toeschouwers: 7.830 Scheidsrechter: Jochem Kamphuis                                                         | Jarchinio Antonia 26' Henrico Drost (e.d.) 84' Mawouna Amevor 86'                                           |               | '38 Jordy Buijs '21 Gill Swerts '33 Jordy Buijs '86 Jelle ten Rouwelaar | Basisopstelling NAC Breda: Ten Rouwelaar, De Roover, Drost, Buijs, Bodor, Swerts, Matić, Kwakman, Verbeek, Poepon, Hooi Toegepaste wissels NAC Breda: '46 Verbeek Sarpong '78 Poepon Perica '88 Drost Hadouir                     |
| Bijzonderheden: - Wedstrijd stond gepland voor zondag 23 maart 2014, maar wegens de Nuclear Security Summit 2014 werd deze uitgesteld. | |               |                                                                         | |
| | |               |                                                                         | |
| Speelronde 31 Zaterdag 5 april 2014, 19.45 uur                                                                                         | NAC Breda                                                                                                   | 0 - 2 (0 - 1) | FC Twente                                                               | : Jelle ten Rouwelaar |
| Rat Verlegh Stadion, Breda toeschouwers: 18.800 Scheidsrechter: Tom van Sichem                                                         | |               | '39 Felipe Gutiérrez '50 Dušan Tadić '24 Nick Marsman                   | Basisopstelling NAC Breda: Ten Rouwelaar, De Roover, Drost, Kwakman, Bodor, Swerts, Hadouir, Matić, Sarpong, Poepon, Hooi Toegepaste wissels NAC Breda: '66 Hadouir Perica '73 Poepon Seuntjens                                   |
| Bijzonderheden: | |               |                                                                         | |
| | |               |                                                                         | |
| Speelronde 32 Vrijdag 11 april 2014, 20.00 uur                                                                                         | FC Groningen                                                                                                | 2 - 1 (0 - 0) | NAC Breda                                                               | : Jelle ten Rouwelaar |
| Euroborg, Groningen toeschouwers: 21.289 Scheidsrechter: Eric Braamhaar                                                                | Nick van der Velden (pen) 55' Filip Kostić 90+2' Lorenzo Burnet 60' Filip Kostić 88' Michael de Leeuw 90+3' |               | '73 Stipe Perica                                                        | Basisopstelling NAC Breda: Ten Rouwelaar, Swerts, Drost, Buijs, Bodor, Gilissen, Kwakman, Matić, Hooi, Perica, Poepon Toegepaste wissels NAC Breda: '70 Gilissen Verbeek '74 Swerts Van der Weg                                   |
| Bijzonderheden: | |               |                                                                         | |
| | |               |                                                                         | |
| Speelronde 33 Zondag 27 april 2014, 14.30 uur                                                                                          | NAC Breda                                                                                                   | 1 - 1 (1 - 0) | RKC Waalwijk                                                            | : Jelle ten Rouwelaar |
| Rat Verlegh Stadion, Breda toeschouwers: 19.000 Scheidsrechter: Bas Nijhuis                                                            | Jordy Buijs 33' Henrico Drost 90+1' Gill Swerts 90+4'                                                       |               | '72 Sander Duits '33 Sander Duits '80 Jean-David Beauguel               | Basisopstelling NAC Breda: Ten Rouwelaar, Van der Weg, Drost, Buijs, Bodor, Swerts, Kwakman, Matić, Hooi, Poepon, Verbeek Toegepaste wissels NAC Breda: '60 Verbeek Tighadouini '73 Van der Weg Perica '78 Hooi Seuntjens         |
| Bijzonderheden: | |               |                                                                         | |
| | |               |                                                                         | |
| Speelronde 34 Zaterdag 3 mei 2014, 18.45 uur                                                                                           | PSV | 2 - 0 (1 - 0) | NAC Breda                                                               | : Jelle ten Rouwelaar |
| Philips Stadion, Eindhoven toeschouwers: 34.000 Scheidsrechter: Reinold Wiedemeijer                                                    | Memphis Depay 16' Jeffrey Bruma 60'                                                                         |               | '64 Gill Swerts                                                         | Basisopstelling NAC Breda: Ten Rouwelaar, De Roover, Drost, Buijs, Van der Weg, Swerts, Matić, Gilissen, Hooi, Perica, Tighadouini Toegepaste wissels NAC Breda: '46 Hooi Seuntjens '70 Tighadouini Sarpong '71 Van der Weg Bodor |
| Bijzonderheden: | |               |                                                                         | |

### KNVB Beker
|                                                                                   | |                                                         | | |
| 2e Ronde Woensdag 25 september 2013, 17.00 uur                                    | VV Smitshoek (Zaterdag Hoofdklasse B) | 1 - 2 (1 - 0)                                           | NAC Breda | : Jelle ten Rouwelaar |
| Sportpark Smitshoek, Barendrecht toeschouwers: 900 Scheidsrechter: Christiaan Bax | Tom den Boer 45' Juriën Gaari 26' |                                                         | '48 Mats Seuntjens '63 Elson Hooi | Basisopstelling NAC Breda: Ten Rouwelaar, De Roover, Drost, Kwakman, Van der Weg, Buijs, Perica, Seuntjens, Hooi, Schalk, Sarpong Toegepaste wissels NAC Breda: '46 Schalk Hadouir '81 De Roover Swerts                   |
| Bijzonderheden:                                                                   | |                                                         | | |
|                                                                                   | |                                                         | | |
| 3e Ronde Dinsdag 29 oktober 2013, 20.45 uur                                       | SC Cambuur | 2 - 2 (5-4 pen) (2 - 2) (na 90 min) (2 - 0) (na 45 min) | NAC Breda | : Ramon Leeuwin |
| Cambuurstadion, Leeuwarden toeschouwers: 5.044 Scheidsrechter: Pieter Vink        | Marcel Ritzmaier 5' Alexander Christovão 45+1' Mart Dijkstra '103 Erik Bakker Jody Lukoki Ramon Leeuwin Martijn van der Laan Mart Dijkstra Lucas Bijker | Penalty's                                               | '58 Mats Seuntjens '84 Anouar Hadouir '65 Mats Seuntjens '76 Anthony Lurling '110 Anouar Hadouir Rydell Poepon Mats Seuntjens Jordy Buijs Kees Kwakman Anthony Lurling | Basisopstelling NAC Breda: Ten Rouwelaar, De Roover, Drost, Kwakman, Bodor, Buijs, Lurling, Seuntjens, Verbeek, Poepon, Sarpong Toegepaste wissels NAC Breda: '62 Sarpong Hadouir '91 Bodor Van der Weg '111 Verbeek Hooi |
| Bijzonderheden:                                                                   | |                                                         | | |

## Statistieken
Bijgewerkt t/m 8 maart 2014 
| Speler              | Wed E | Aantal doelpunten Eredivisie | Aantal gele kaarten Eredivisie | Aantal 2× geel Eredivisie | Aantal rode kaarten Eredivisie | Wed B | Aantal doelpunten Beker | Aantal gele kaarten Beker | Aantal 2× geel Beker | Aantal rode kaarten Beker | Wed T | Aantal doelpunten Totaal | Aantal gele kaarten Totaal | Aantal 2× geel Totaal | Aantal rode kaarten Totaal |
| ------------------- | ----- | ---------------------------- | ------------------------------ | ------------------------- | ------------------------------ | ----- | ----------------------- | ------------------------- | -------------------- | ------------------------- | ----- | ------------------------ | -------------------------- | --------------------- | -------------------------- |
| Boldizsár Bodor     | 17    | 0                            | 1                              | 0                         | 0                              | 1     | 0                       | 0                         | 0                    | 0                         | 18    | 0                        | 1                          | 0                     | 0                          |
| Jordy Buijs         | 32    | 6                            | 5                              | 0                         | 0                              | 2     | 0                       | 0                         | 0                    | 0                         | 34    | 6                        | 5                          | 0                     | 0                          |
| Henrico Drost       | 33    | 0                            | 1                              | 0                         | 0                              | 2     | 0                       | 0                         | 0                    | 0                         | 35    | 0                        | 1                          | 0                     | 0                          |
| Tim Gilissen        | 16    | 0                            | 1                              | 0                         | 0                              | 0     | 0                       | 0                         | 0                    | 0                         | 16    | 0                        | 1                          | 0                     | 0                          |
| Anouar Hadouir      | 17    | 2                            | 5                              | 0                         | 0                              | 1     | 1                       | 1                         | 0                    | 0                         | 18    | 3                        | 6                          | 0                     | 0                          |
| Elson Hooi          | 22    | 3                            | 4                              | 0                         | 0                              | 1     | 1                       | 0                         | 0                    | 0                         | 23    | 4                        | 4                          | 0                     | 0                          |
| Kees Kwakman        | 28    | 3                            | 2                              | 0                         | 0                              | 2     | 0                       | 0                         | 0                    | 0                         | 30    | 3                        | 2                          | 0                     | 0                          |
| Anthony Lurling     | 17    | 1                            | 1                              | 0                         | 0                              | 1     | 0                       | 1                         | 0                    | 0                         | 18    | 1                        | 2                          | 0                     | 0                          |
| Uroš Matić          | 14    | 0                            | 1                              | 0                         | 0                              | 0     | 0                       | 0                         | 0                    | 0                         | 14    | 0                        | 1                          | 0                     | 0                          |
| Stipe Perica        | 24    | 6                            | 2                              | 0                         | 1                              | 1     | 0                       | 0                         | 0                    | 0                         | 25    | 6                        | 2                          | 0                     | 1                          |
| Rydell Poepon       | 29    | 9                            | 3                              | 0                         | 0                              | 1     | 0                       | 0                         | 0                    | 0                         | 30    | 9                        | 3                          | 0                     | 0                          |
| Sepp De Roover      | 28    | 0                            | 4                              | 0                         | 0                              | 2     | 0                       | 0                         | 0                    | 0                         | 30    | 0                        | 4                          | 0                     | 0                          |
| Jelle ten Rouwelaar | 34    | 0                            | 2                              | 0                         | 0                              | 2     | 0                       | 0                         | 0                    | 0                         | 36    | 0                        | 2                          | 0                     | 0                          |
| Jeffrey Sarpong     | 30    | 2                            | 4                              | 0                         | 0                              | 2     | 0                       | 0                         | 0                    | 0                         | 32    | 2                        | 4                          | 0                     | 0                          |
| Alex Schalk         | 5     | 1                            | 0                              | 0                         | 0                              | 1     | 0                       | 0                         | 0                    | 0                         | 6     | 1                        | 0                          | 0                     | 0                          |
| Mats Seuntjens      | 27    | 1                            | 6                              | 0                         | 0                              | 2     | 2                       | 1                         | 0                    | 0                         | 29    | 3                        | 7                          | 0                     | 0                          |
| Joey Suk            | 18    | 2                            | 0                              | 0                         | 1                              | 0     | 0                       | 0                         | 0                    | 0                         | 18    | 2                        | 0                          | 0                     | 1                          |
| Gill Swerts         | 15    | 0                            | 5                              | 0                         | 0                              | 1     | 0                       | 0                         | 0                    | 0                         | 16    | 0                        | 5                          | 0                     | 0                          |
| Adnane Tighadouini  | 7     | 1                            | 0                              | 0                         | 0                              | 0     | 0                       | 0                         | 0                    | 0                         | 7     | 1                        | 0                          | 0                     | 0                          |
| Danny Verbeek       | 27    | 5                            | 3                              | 0                         | 0                              | 1     | 0                       | 0                         | 0                    | 0                         | 28    | 5                        | 3                          | 0                     | 0                          |
| Kenny van der Weg   | 22    | 1                            | 6                              | 0                         | 0                              | 1     | 0                       | 0                         | 0                    | 0                         | 23    | 1                        | 6                          | 0                     | 0                          |
| Totaal              | 34    | 43                           | 56                             | 0                         | 2                              | 2     | 4                       | 3                         | 0                    | 0                         | 36    | 47                       | 59                         | 0                     | 2                          |

ADO Den Haag ·
Ajax ·
AZ ·
SC Cambuur ·
Feyenoord ·
Go Ahead Eagles ·
FC Groningen ·
sc Heerenveen ·
Heracles Almelo ·
NAC Breda ·
N.E.C. ·
PEC Zwolle · 
PSV ·
RKC Waalwijk ·
Roda JC Kerkrade ·
FC Twente ·
FC Utrecht ·
Vitesse